# Oslobođenje

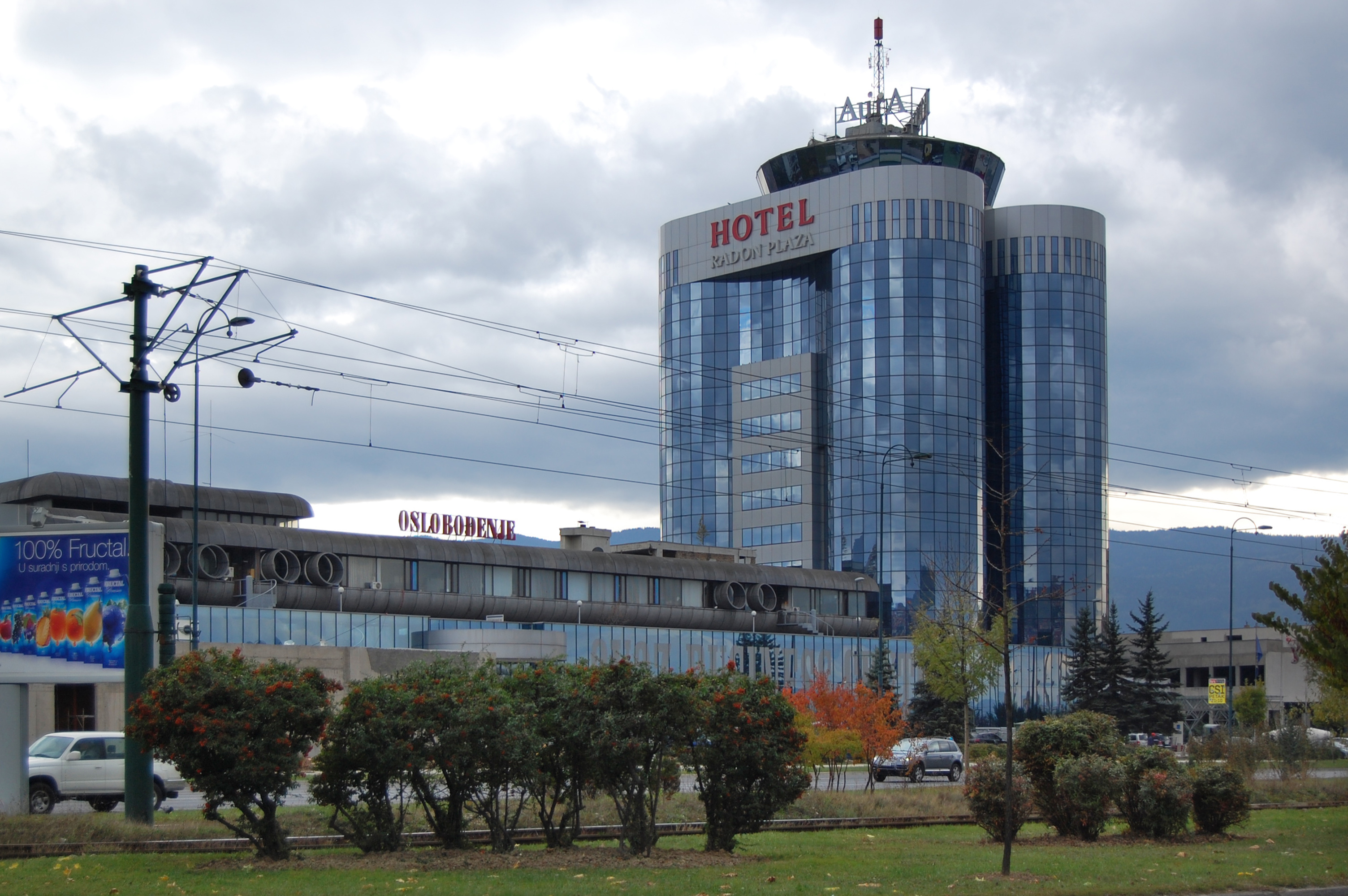
Місце перебування редакцій сараєвських щоденних газет Oslobođenje і Dnevni avaz, 2011 рік

Oslobođenje (bs [oslobod͡ʑěːɲe]; «визволення») — найстаріша щоденна газета Боснії та Герцеговини. Виходить у столиці Сараєво. Заснована 30 серпня 1943 року, в розпал Другої світової війни, на клаптику визволеної партизанами території окупованої держави. Упродовж багатьох років здобувала визнання за високі журналістські стандарти. Володарка численних національних відзнак і міжнародних галузевих нагород.

## Історія та профіль

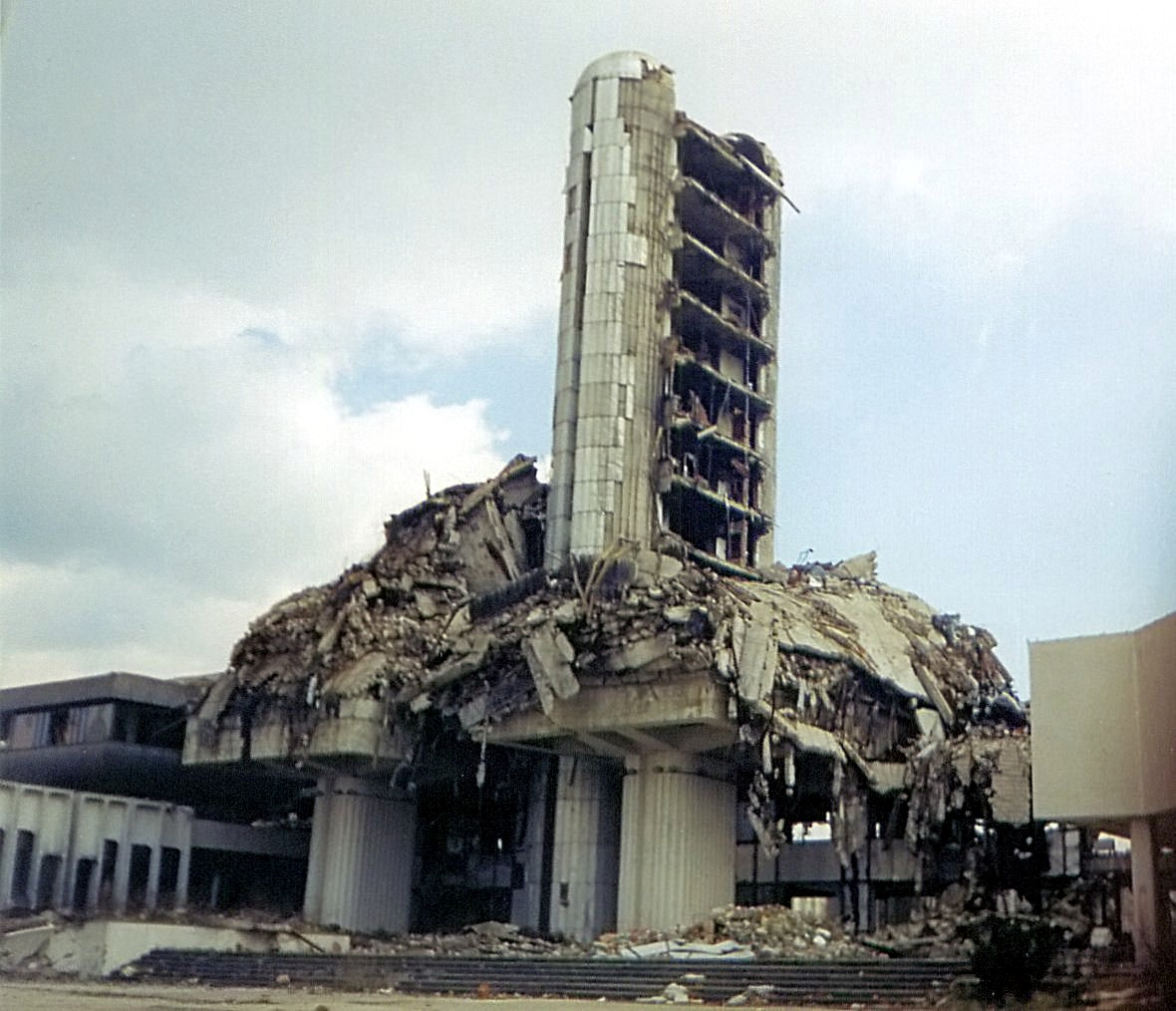
Редакційна будівля Oslobođenje від початку війни стала мішенню сербських військ під командуванням Ратка Младича

Газету заснував Родолюб Чолакович. Перше число вийшло друком 30 серпня 1943 року в селі Доня Трнова біля Углєвика як офіційний орган Народно-визвольного фронту Боснії та Герцеговини. Другий (вересневий) номер теж випустили у Доній Трнові без позначення місця видання і друку через небезпеку нападу ворога. За часів Народно-визвольної війни Югославії газета друкувалася в Тузлі (третє, жовтневе число), селі Бусіє біля Рибника (четвертий, п'ятий, шостий і сьомий номери), у поселенні Меджедже-Брдо біля Саниці, що в нинішній громаді Ключ (від 8-го по 12-те число), і в Яйці (з 13-го по 29-й номер). 12 квітня 1945 року вийшло 30-те число часопису — останнє у Другій світовій війні, що вже друкувалося в Сараєві, яке відтоді стало осідком цієї газети.
Під час Другої світової війни газета виходила двічі на місяць, 12 квітня 1945 р. почала видаватися в Сараєві як тижневик, а з 1 січня 1947 р. — щоденно.
30 серпня 1973 року Йосип Броз Тіто надіслав газеті привітання з нагоди 30-річчя видання. Саме тоді було встановлено свято газети  — День «Ослободженя» (30 серпня). 
Золотий час газети настав у лютому 1984 року. Часопис був причетний до висунення кандидатури Сараєва на проведення Олімпіади, її підготовки та самого проведення. Для цієї історичної і не тільки спортивної події були залучені всі потужності газетного підприємства, яке 1984 року налічувало близько 2500 працівників. У дні XIV Зимових Олімпійських ігор «Ослободженє» досягло найбільших тиражів, переживши великий комерційний успіх.
Під час Боснійської війни та облоги Сараєва 10-поверховий редакційний будинок зруйнували та спалили сербські війська. Обстріляна будівля вперше горіла 29 травня 1992 року. Через три місяці будинок запалав удруге. Після цього обстрілу обидва хмарочоси цієї будівлі було зруйновано остаточно і назавжди. Таким чином вороги місяцями прагнули перешкодити роботі цього поважного видання. Ще після першої пожежі ніхто не очікував виходу нового номера наступного ранку, проте вже о 6-й ранку газета вийшла, а на її першій сторінці містилася новина з фотографією пожежі та повідомленням: «Визволення продовжується». Відтоді співробітники видання діяли з імпровізованої редакції в бомбосховищі. Війна забрала життя п'ятьох співробітників редакції та поранила 25.
Газета стала першою в історії журналістики за тривалістю виходу на самій лінії фронту та в умовах обложеного міста (з квітня 1992 по листопад 1995). Мужність людей, які створювали видання в ті роки, та спільна робота багатонаціональної редакції вселили в громадян Боснії і Герцеговини надію на те, що незабаром настане свобода, та викликали захоплення і солідарність у світі. 16 вересня 1993 року, коли ця газета була надрукована як додаток 40 мовами у найповажніших часописах планети, її наклад склав 21 800 000 примірників.
9 квітня 1993 року в числі багатьох гостей з усього світу редакцію відвідав тодішній американський сенатор Джо Байден, де його приймав головний редактор видання Кемаль Курспахич.
1993 року часопис удостоївся Премії імені Сахарова за свободу думки. World Press Review у Нью-Йорку назвала редакторів газети Кемаля Курспахича і Гордану Кнежевич Міжнародними редакторами року 1993 за їхню «мужність, наполегливість і відданість принципам журналістики». Обоє також отримали Премію за мужність у журналістиці у 1992 році від Міжнародної жіночої медіа-фундації у Вашингтоні. 1994 року Курспахич, серед інших відзнак, також став одержувачем стипендії Німана за журналістику Гарвардського університету. Відразу після закінчення війни у 1995 році головний редактор Мехмед Халілович здобув Почесну медаль Міссурійського університету від Школи журналістики в Колумбії (штат Міссурі) за безперебійний випуск щоденної газети протягом облоги Сараєва в 1992—1995 роках. Під час війни її штат, який складався з босняків, боснійських сербів і боснійських хорватів, зумів видавати газету щодня, лише за одним винятком.
2006 року газету через Сараєвську фондову біржу придбали два провідні підприємства міста: Сараєвська тютюнова фабрика і Сараєвська півара.
Газета близька до Соціал-демократичної партії Боснії і Герцеговини.

## Нагороди та визнання
- Премія Шостого квітня міста Сараєво (1984)
- Орден югославського Трудового Червоного Прапора (1983)
- Премія ЗАВНОБіГ (1976)
- Премія «Золотий Меркурій», присуджена Міжнародним комітетом розвитку та міжнародного співробітництва в Римі (1977)
- Орден братерства і єдності із золотим вінком (1963)
- Газета року 1989 за визнанням газети Slobodna Dalmacija (Соціалістична Федеративна Республіка Югославія)
- Премія «Газета року» 1992 року (BBC і Granada TV — Велика Британія)
- Премія Свободи в 1993 році (Dagens nyheter (Стокгольм) і Politiken (Копенгаген))
- Премія ім. Оскара Ромеро 1993 (Каплиця Ротко – Г'юстон)
- Премія імені Луїса М. Лайонса Фонду Німана за сумління та чесність у журналістиці в 1993 році (Гарвардський університет)
- Премія за досягнення в журналістиці 1993 року (Прес-служба «Інтеру» (Рим) — раніше «Міжнародна журналістська премія»)[9]
- Почесну медаль Міссурійського університету від Школи журналістики 1995 за безперебійний випуск щоденної газети протягом облоги Сараєва в 1992—1995 рр.
- Премія ім. Андрія Сахарова за права людини 1993 (Європейський парламент, Страсбург)[10]
- Нагорода Клубу європейських ректорів за боротьбу з ксенофобією